# 修善寺道路
修善寺道路（しゅぜんじどうろ）は、静岡県伊豆市から静岡県伊豆の国市に至る国道136号バイパスである。下田街道のボトルネックの一つ、静岡県伊豆市修善寺横瀬地区を迂回する。自動車専用道路に指定されている。道路整備特別措置法による有料道路として静岡県施工事業として建設された（運営：静岡県道路公社）。伊豆中央道と一体となって伊豆中部のバイパスを形成する。

## 概要

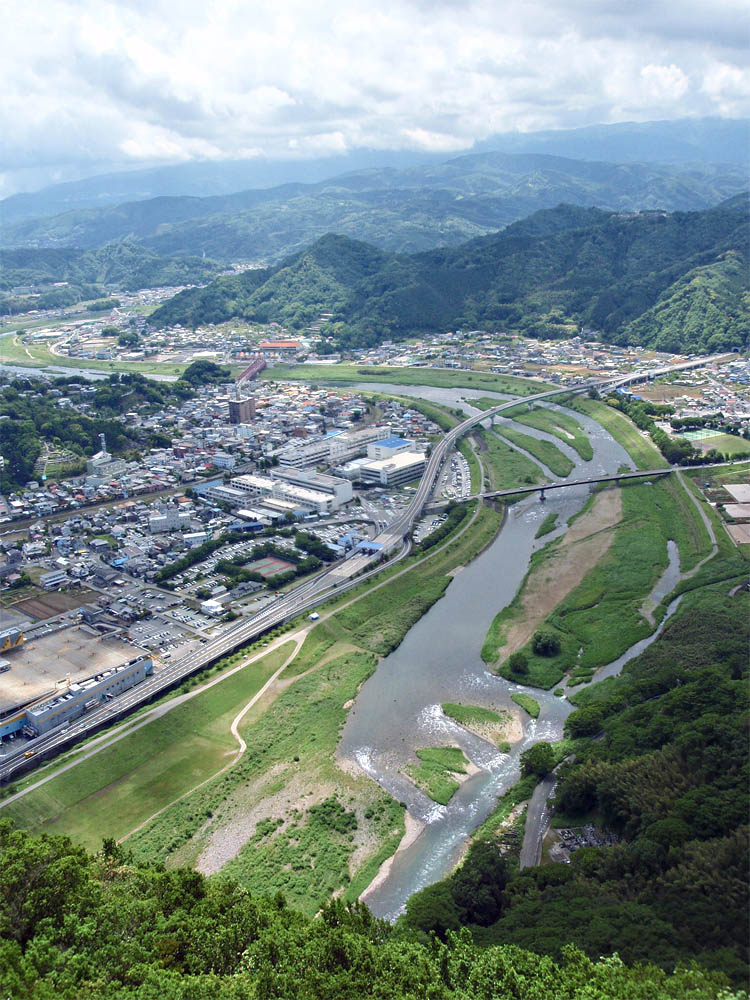
修善寺道路と狩野川。中央は大仁南ICと大仁料金所。

修善寺道路は伊豆縦貫自動車道の一部に位置付けられているが、伊豆縦貫自動車道には、伊豆中央道と修善寺道路を経由せずに東駿河湾環状道路と天城北道路を直接繋ぐルートの計画がある（仮称：函南修善寺道路）。このため、天城北道路との接続部は「連絡路」とされている。
高速道路ナンバリングは導入されていない。

### 路線データ
- 起点：静岡県伊豆市修善寺
- 終点：静岡県伊豆の国市田京
- 総延長：4.8 km
- 道路規格：第1種第3級（自動車専用道路）
- 設計速度：80 km/h
- 幅員
  - 本線（標準）：総幅員11.70 m、有効幅員10.50 m（1.75 + 3.50 + 3.50 + 1.75 m）
  - 非常駐車帯部：総幅員14.20 m、有効幅員13.00 m（3.00 + 3.50 + 3.50 + 3.00 m）
- 車線数：2車線
- 事業費：111億円[5]
- 料金徴収期限：2057年3月8日[6]（当初予定：2025年8月24日[7]、その後2023年10月2日に変更[8]）

料金所は大仁南IC付近の本線上に大仁料金所、熊坂IC出入口ランプに修善寺料金所が設置されている。料金所にはETCレーンは設置されていないが、2021年（令和3年）7月1日にETCソリューションズが提供する会員登録型のETC多目的利用サービス（ETCカードによるキャッシュレス決済）「ETCX」を導入した。伊豆中央道・修善寺道路の各料金所には上下線合わせて10カ所のETCXレーンが設置され、設置費用は10レーンでおよそ10億円とされるが、静岡県交通基盤部長は2020年（令和2年）12月の静岡県議会定例会での一般質問に対し、「設置費用の100%補助が認められたことから導入することを決定」したと答弁している。
夜間は交通量が少なく採算が取れないことから料金所が無人となるため、通行料金は無料となる（料金徴収時間：6時 - 22時）。
2024年（令和6年）12月には、伊豆中央道の江間料金所と修善寺道路の大仁料金所に2026年（令和8年）度末までにETCを導入するスケジュールが公開された。各料金所の上り線1レーン・下り線1レーンにETC専用レーンを導入する予定である。

## 料金徴収期限
当初の料金徴収期限は2025年（平成37年）8月24日までとされていたが、2014年（平成26年）4月1日から伊豆中央道との合併採算制が導入され、合併採算後の料金徴収期限は2023年（令和5年）11月12日までとされた。
その後、伊豆中央道江間交差点立体化の早期整備により2023年（令和5年）10月2日までに短縮されたが、合併採算制の対象に静浦バイパスが含まれる事となり、料金徴収期限は2057年3月8日に延長される事となった。

## 通過する自治体
- 静岡県
  - 伊豆の国市 - 伊豆市

## 接続高速道路
- E70 伊豆縦貫自動車道（天城北道路）【連絡路】：修善寺ICで直結[4]

## インターチェンジなど
| IC 番号                                      | 施設名     | 接続路線名                                                        | 起点 から （km） | 備考                               | 所在地 | 所在地     |
| -------------------------------------------- | ---------- | ----------------------------------------------------------------- | ---------------- | ---------------------------------- | ------ | ---------- |
| 国道136号（伊豆中央道）                      |            |                                                                   |                  |                                    |        |            |
| -                                            | 大仁中央IC | 国道414号 静岡県道19号伊東大仁線                                  | 4.8              |                                    | 静岡県 | 伊豆の国市 |
| -                                            | 大仁南IC   | 国道136号（現道）、国道414号（重複区間） 伊豆の国市道大103号線    | 3.1              | 三島方面へのハーフインターチェンジ | 静岡県 | 伊豆の国市 |
| -                                            | 大仁料金所 |                                                                   | 2.9              | 本線料金所                         | 静岡県 | 伊豆の国市 |
| -                                            | 熊坂IC     | 国道136号（現道）、国道414号（重複区間）                          | 2.2              | 下田方面へのハーフインターチェンジ | 静岡県 | 伊豆市     |
| -                                            | 修善寺IC   | 国道136号（現道）、国道414号（重複区間） 静岡県道18号修善寺戸田線 | 0.0              |                                    | 静岡県 | 伊豆市     |
| E70 伊豆縦貫自動車道（天城北道路）【連絡路】 |            |                                                                   |                  |                                    |        |            |

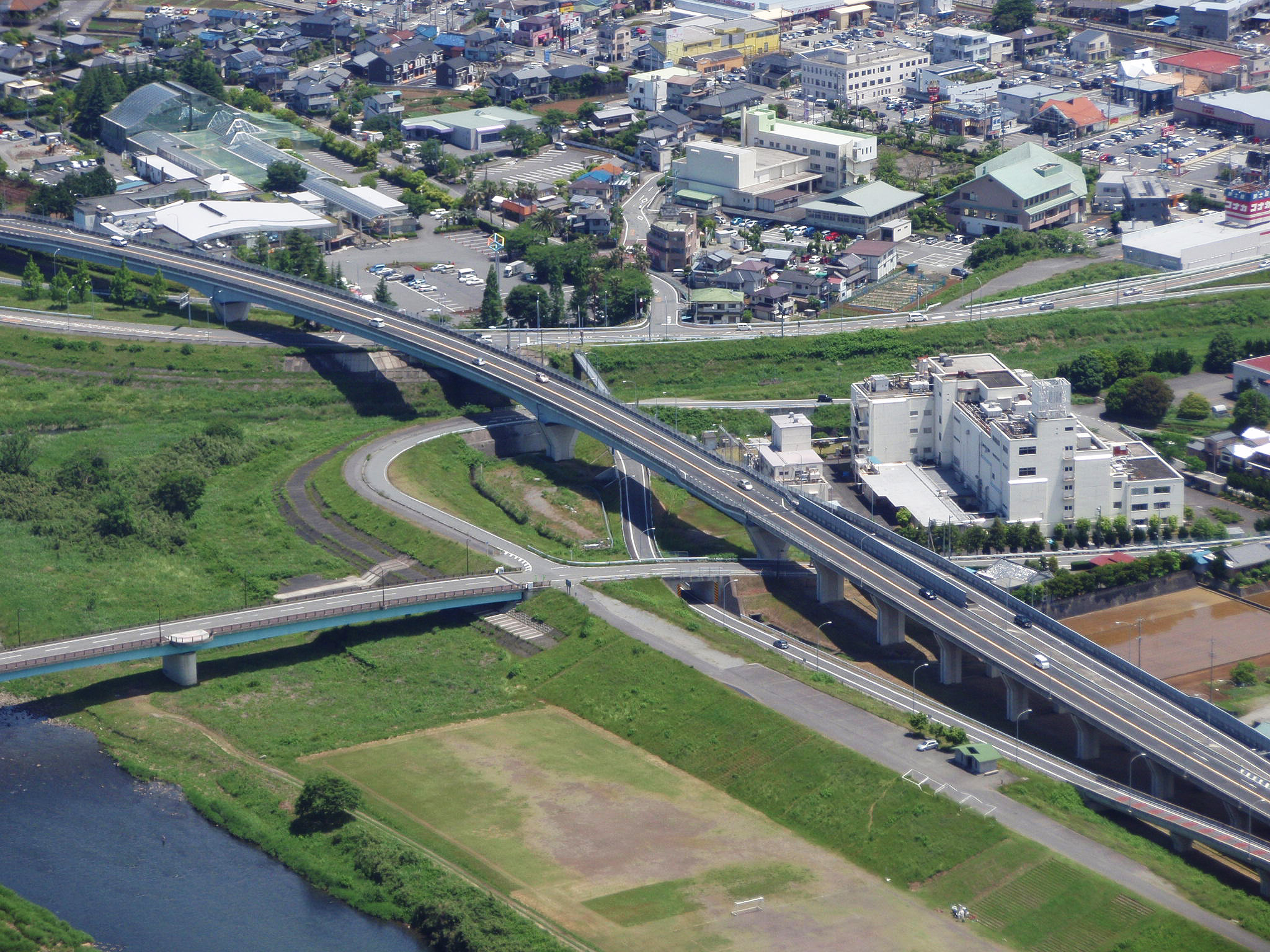
大仁中央IC

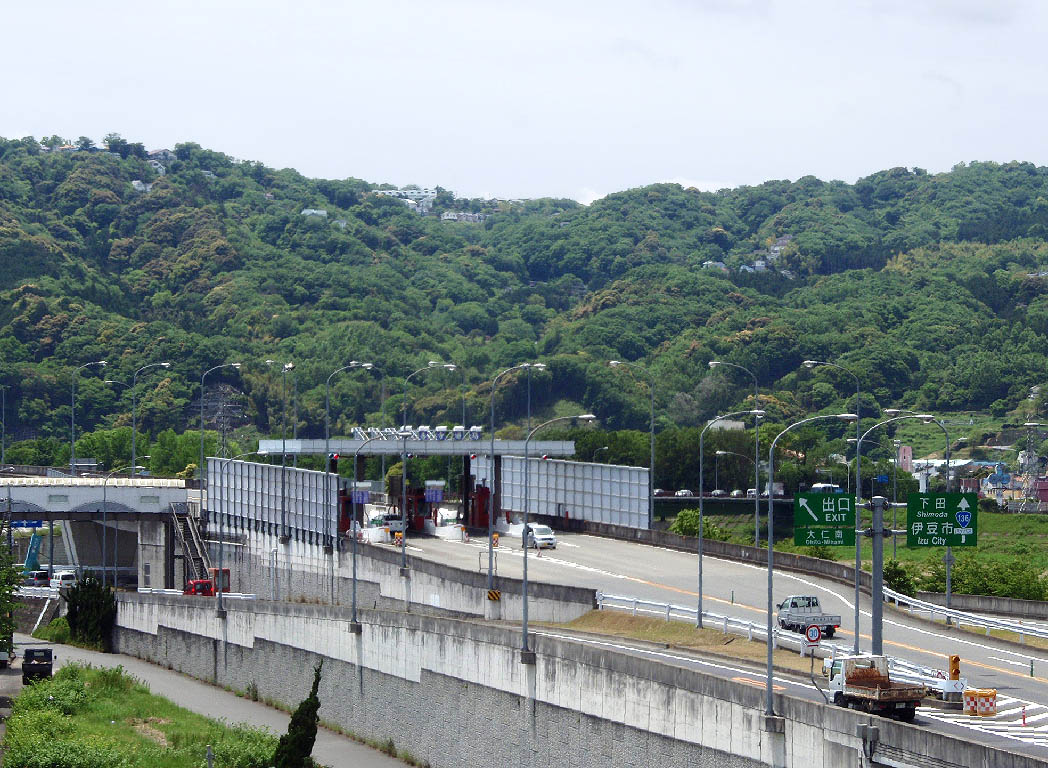
大仁南ICと大仁料金所

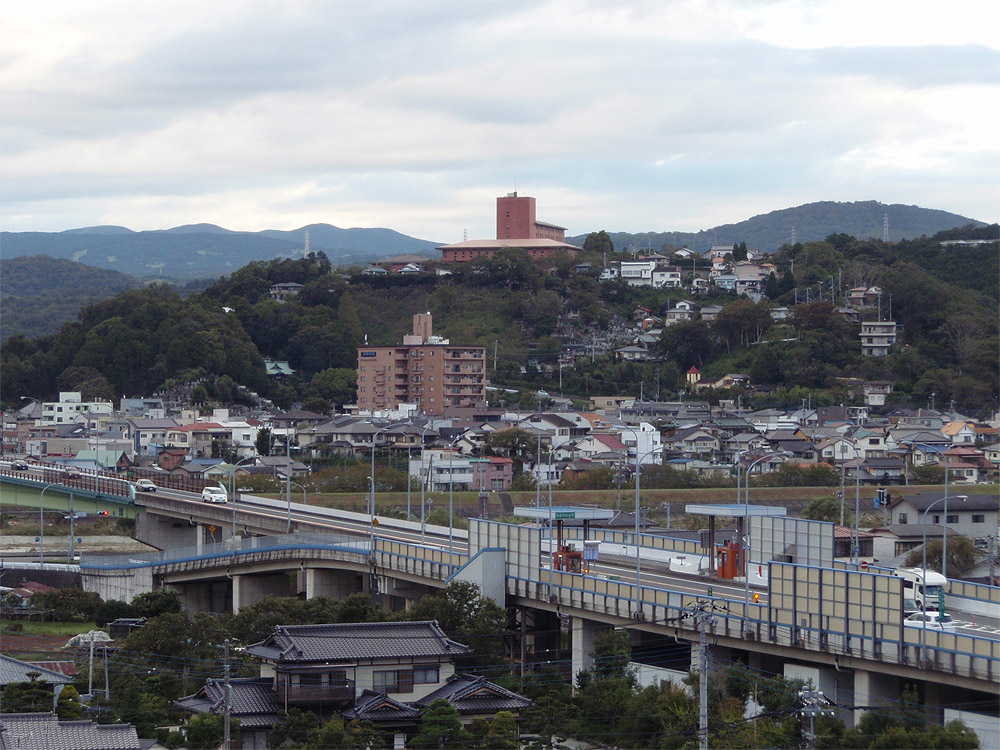
熊坂ICと修善寺料金所

- 大仁南IC出口と熊坂IC以外のICに料金所は設置されていない。
- 大仁南IC出口の料金所ブースは現在稼働しておらず、料金収受は行っていない。

### SA・PA
- 2023年現在、1箇所も設置されていないが、大仁中央IC近くの一般道に道の駅伊豆のへそが存在する。

## 主な構造物
| 区間                  | 施設名         | 施設名         | 全長    | 備考（構造、その他） |
| --------------------- | -------------- | -------------- | ------- | --- |
| 大仁中央IC - 大仁南IC | 大仁高架橋     | 大仁高架5号橋  | 319.2 m | PC12径間連続中空床版橋 |
| 大仁中央IC - 大仁南IC | 大仁高架橋     | 大仁高架4号橋  | 335.0 m | 鋼3径間連続鋼床版箱桁橋 |
| 大仁中央IC - 大仁南IC | 大仁高架橋     | 大仁高架3号橋  | 375.0 m | PC15径間連続中空床版橋（15＠25.0 m）                                                                                           |
| 大仁中央IC - 大仁南IC | 大仁高架橋     | 大仁高架2号橋  | 725.0 m | PC29径間連続中空床版橋（29＠25.0 m） 日本初の超多径間連続免震橋梁で、鉛プラグ入り積層ゴム支承（略称：LRB）で高架を支えている。 |
| 大仁中央IC - 大仁南IC | 大仁高架橋     | 大仁高架1号橋  | 175.0 m | PC7径間連続中空床版橋（7＠25.0 m）                                                                                             |
| 大仁南IC - 熊坂IC     | 新狩野川大橋   | 新狩野川大橋   | 360.0 m | 鋼3径間連続鋼床版箱桁橋。狩野川を跨ぐ。                                                                                        |
| 熊坂IC - 修善寺IC     | 修善寺トンネル | 修善寺トンネル | 1,261 m | 熊坂側入り口に岡本綺堂作『修禅寺物語』の夜叉王と娘の桂・楓が描かれている。                                                     |

## トンネルの数
| 区間                | 上り線 | 下り線 | 備考 | 合計 |
| ------------------- | ------ | ------ | ---- | ---- |
| 大仁中央IC - 熊坂IC | 0      | 0      | ※    | 1    |
| 熊坂IC - 修善寺IC   | 1      | 1      | ※    | 1    |

※の区間は2車線の対面通行で供用されているため上下線で1本となっている。

## 歴史
- 1988年度：伊豆縦貫自動車道修善寺工区（5,207 m）事業化
- 1992年9月19日：修善寺IC - 熊坂IC間2.2 km開通[5]
- 1998年3月26日：熊坂IC - 大仁中央IC間2.6 km開通[5]。伊豆中央道と接続。
- 2011年
  - 6月1日：伊豆中央道・修善寺道路を対象とした共通定期券導入の社会実験を開始（2012年3月31日終了）[19]
  - 11月1日：社会実験で修善寺道路定期券を導入（2012年3月31日終了）[19]
- 2012年6月1日：社会実験で伊豆中央道・修善寺道路を対象とした半額回数券を導入（2012年11月30日終了）[19]。
- 2014年4月1日：伊豆中央道と修善寺道路に合併採算制を導入。共通回数券の販売開始[20][21]。
- 2021年7月1日：ネットワーク型ETCの技術を活用したキャッシュレス決済（ETC多目的利用サービス）「ETCX」を導入[9][10]、「ETCX」利用者用割引「いずトクX（走行回数・後日還元型）」を導入[10]。
- 2023年
  - 8月28日：伊豆中央道・修善寺道路の料金徴収期間の変更[6]、および両道路の合併採算制に静浦有料道路を加えることが許可される[22]。
  - 10月1日：「ETCX」利用者用割引「いずトクX（走行回数・後日還元型）」（160回サイクル）を「いずトクX100（段階的割引方式）」（100回サイクル）に変更し、電子回数券方式を追加[23]。
- 2026年度末（予定）：大仁料金所にETCを導入（上下線に各1レーン）[15]
- 2057年
  - 3月8日（予定）：料金徴収終了[6]
  - 3月9日（予定）：無料開放（伊豆中央道と同時）[6]

## 道路管理者
- 静岡県道路公社

## ハイウェイラジオ
- 1か所も設置されていない。

## 車線・最高速度
| 区間                  | 車線 上下線=上り線+下り線 | 最高速度 |
| --------------------- | ------------------------- | -------- |
| 大仁中央IC - 修善寺IC | 2=1+1                     | 60 km/h  |

## 道路照明灯
- 全線
  - 修善寺道路では東名高速道路などの交通量の多い高速道路と同じく約40 m間隔で設置されている。

## 料金
2019年（令和元年）10月～

### 現金・ETCX
| 区間          | 延長   | 軽自動車等 | 普通車 | 中型車 | 大型車 | 特大車 |
| ------------- | ------ | ---------- | ------ | ------ | ------ | ------ |
| 全線          | 4.8 km | 160円      | 200円  | 200円  | 340円  | 580円  |
| 修善寺 - 熊坂 | 2.2 km | 110円      | 110円  | 110円  | 210円  | 320円  |

### 回数券
| 区間                    | 区間    | 軽自動車等 | 普通車   | 中型車   | 大型車   | 特大車   | 路線バス |
| ----------------------- | ------- | ---------- | -------- | -------- | -------- | -------- | -------- |
| 回数券（全線）          | 11回券  | 1,600円    | 2,000円  | 2,000円  | 3,400円  | 5,800円  | 3,400円  |
| 回数券（全線）          | 60回券  | 8,000円    | 10,000円 | 10,000円 | 17,000円 | 29,000円 | －       |
| 回数券（全線）          | 160回券 | 13,000円   | 16,250円 | 16,250円 | 27,200円 | 46,400円 | 27,200円 |
| 回数券（修善寺 - 熊坂） |         |            |          |          |          |          |          |
| 11回券                  | 1,100円 | 1,100円    | 1,100円  | 2,100円  | 3,200円  | 2,100円  |          |
| 60回券                  | 5,500円 | 5,500円    | 5,500円  | 10,500円 | 16,000円 | －       |          |
| 160回券                 | 8,800円 | 8,800円    | 8,800円  | 16,800円 | 25,600円 | 16,800円 |          |

- 車種の詳細は「静岡県道路公社管理有料道路車種区分表」[24]を参照の事。
- 自動車専用道路のため、自転車、軽車両及び原動機付自転車は通行できない（ただし側車付登録を受けた原動機付自転車は二輪車扱いとなるため通行可能）。
- 合併採算制の導入により、2014年（平成26年）4月1日から伊豆中央道と修善寺道路の車種区分と料金が統一されている[25]。
- 伊豆中央道と修善寺道路の両方の道路を利用する場合、「通し券」を購入すると料金支払いは1回で済む[25]。
- 2014年（平成26年）4月及び2019年（令和元年）10月の消費税率引き上げに伴い、一部料金の改定が行われている。

## 交通量
| 年   | 2001年    | 2002年    | 2003年    | 2004年    | 2005年    | 2006年    | 2007年    | 2008年    | 2009年    | 2010年    |
| ---- | --------- | --------- | --------- | --------- | --------- | --------- | --------- | --------- | --------- | --------- |
| 台数 | 3,784,109 | 3,773,271 | 3,673,609 | 3,715,883 | 3,724,022 | 3,654,524 | 3,644,290 | 3,321,135 | 3,349,127 | 3,376,917 |

| 年   | 2011年    | 2012年    | 2013年    | 2014年    | 2015年    | 2016年    | 2017年    | 2018年    | 2019年    | 2020年    |
| ---- | --------- | --------- | --------- | --------- | --------- | --------- | --------- | --------- | --------- | --------- |
| 台数 | 3,206,398 | 3,367,048 | 3,390,111 | 3,498,202 | 3,672,867 | 3,789,685 | 3,902,403 | 3,806,548 | 3,999,160 | 3,519,876 |

| 年   | 2021年    | 2022年    | 2023年    | 2024年    |
| ---- | --------- | --------- | --------- | --------- |
| 台数 | 3,592,685 | 3,929,146 | 4,045,234 | 4,118,157 |

- 静岡県賀茂地域局統計資料（各年度版）交通の状況・伊豆地区有料道路月別通行台数（静岡県道路公社東部管理センター調）を参照
- 利用台数：5669万3千台（2008年度末まで）